# ZrT TrackMania Cup 2022
 (mars 2023).
La ZrT TrackMania Cup 2022 est la dixième et dernière édition dans ce format de la ZrT TrackMania Cup, la compétition internationale d'esport annuelle sur le jeu TrackMania organisée par ZeratoR. 
Les qualifications ont lieu les 14 et 15 mai 2022 et la finale a lieu le 4 juin 2022.
La finale de l'édition 2022 est jouée à l'Accor Arena, soit deux années après la date initiale. En effet, en raison de la pandémie de Covid-19, ZeratoR avait d'abord annoncé le report de l'édition à l'Accor Arena au 26 juillet 2021 avant d'annoncer un nouveau report au 4 juin 2022.

## Circuits
Pour cette édition, ZeratoR a réalisé 14 circuits :
| Nom                              | Record du monde        |
| -------------------------------- | ---------------------- |
| #1 - Bercy Meaucoup              | 00:48.478 ( CarlJr)    |
| #2 - Roue Cool                   | 00:38.085 ( Bren)      |
| #3 - Z/Place                     | 01:03.766 ( Gwen)      |
| #4 - Râle Cube                   | 01:36.276 ( Bren)      |
| #5 - Chicadrenboisinenfer        | 01:21.863 ( CarlJr)    |
| #6 - Larma les retours           | 00:56.252 ( CarlJr)    |
| #7 - Better Ice (Mythic Edition) | 00:47.807 ( ShaDenis)  |
| #8 - Saut Long et Bosse-Air      | 00:58.604 ( Galeniium) |
| #9 - niatnuoM ecapS              | 00:46.516 ( Affi)      |
| #10 - Bercy à toit               | 00:33.828 ( CarlJr)    |
| #11 - Dune Not Finish            | 00:48.963 ( Bren)      |
| #12 - Old and Ring               | 01:30.440 ( Bren)      |
| #13 - Haine Go Land              | 00:54.552 ( CarlJr)    |
| #14 - Cire Cuit Ses Crêtes       | 01:55.598 ( Wosile)    |

## Défis
| Phase        | Défi                    | Circuit              | Description                                                                                  | Nombre de rounds |
| ------------ | ----------------------- | -------------------- | -------------------------------------------------------------------------------------------- | ---------------- |
| Demi-finales | Déstabilisation         | Râle Cube            | Les joueurs s'affrontent au stick d'avion                                                    | 3                |
| Finale       | Carte secrète           | Cire Cuit Ses Crêtes | Les joueurs découvrent la carte le jour de la compétition et ont une minute pour s'entraîner | 3                |
| Finale       | Voitures télécommandées |                      | Les joueurs s'affrontent sur un circuit physique monté juste avant la finale                 | 3                |

## Compétition[2]

### Qualifications
| Tour                | Mode   | Format                     | Duos en lice | Duos qualifiés au tour suivant |
| ------------------- | ------ | -------------------------- | ------------ | ------------------------------ |
| Round #1            | Rounds | 24 poules de 43 ou 44 duos | 1092         | 768 (top 32 de chaque poule)   |
| Round #2            | Rounds | 16 poules de 48 duos       | 768          | 384 (top 24 de chaque poule)   |
| Round #3            | Rounds | 8 poules de 48 duos        | 384          | 256 (top 32 de chaque poule)   |
| Round #4            | Rounds | 8 poules de 32 duos        | 256          | 128 (top 16 de chaque poule)   |
| Round #5            | Rounds | 8 poules de 16 duos        | 128          | 64 (top 8 de chaque poule)     |
| Round #6            | Rounds | 4 poules de 16 duos        | 64           | 32 (top 8 de chaque poule)     |
| Huitièmes de finale | Rounds | 4 poules de 8 duos         | 32           | 16 (top 4 de chaque poule)     |
| Quarts de finale    | Rounds | 4 poules de 4 duos         | 16           | 8 (top 2 de chaque poule)      |

### Grande Finale
| Chapeau 1                                                                | Chapeau 2                                                                      |
| ------------------------------------------------------------------------ | ------------------------------------------------------------------------------ |
| - Bren & CarlJr. - IZI.Binkss & Worker - hug0220 & TRICKY- - Gwen & Affi | - Snow.BS & Glast.BS - Otaaaq & Wosile - Tjalic.BS & SkandeaR - Acide & Yannex |

#### Demi-finales
Les demi-finales se jouent en mode Coupe. Dans ce format, le joueur doit au fil des courses obtenir 120 points, ce qui lui permet d'obtenir le statut de "Finaliste". Le barème des points est le suivant : 1er = 10 pts / 2e = 8 pts / 3e = 6 pts / 4e = 5 pts / 5e = 4 pts / 6e = 3 pts / 7e = 2 pts / 8e = 1 pt.
Une fois le statut de finaliste atteint, le joueur doit finir premier d'une course pour obtenir le statut de "Vainqueur".
Pour qu'un duo se qualifie, les deux joueurs doivent atteindre le statut de "Vainqueur".

##### Demi-finale 1
| Rang | Duo                 | Score        |
| ---- | ------------------- | ------------ |
| 1    | Snow.BS & Glast.BS  | 2 Vainqueurs |
| 2    | Acide & Yannex      | 2 Vainqueurs |
| 3    | IZI.Binkss & Worker | 2 Finalistes |
| 4    | hug0220 & TRICKY    | 114 + 76     |

| Rang | Joueur     | Points        |
| ---- | ---------- | ------------- |
| 1    | Glast.BS   | 1er Vainqueur |
| 2    | Snow.BS    | 2e Vainqueur  |
| 3    | Acide      | 3e Vainqueur  |
| 4    | Yannex     | 4e Vainqueur  |
| 5    | IZI.Binkss | Finaliste     |
| 6    | Worker     | Finaliste     |
| 7    | hug0220    | 114           |
| 8    | TRICKY     | 76            |

##### Demi-finale 2
| Rang | Duo                  | Score                     |
| ---- | -------------------- | ------------------------- |
| 1    | Otaaaq & Wosile      | 2 Vainqueurs              |
| 2    | Gwen & Affi          | 2 Vainqueurs              |
| 3    | Bren & CarlJr        | 1 Vainqueur + 1 Finaliste |
| 3    | Tjalic.BS & SkandeaR | 1 Vainqueur + 1 Finaliste |

| Rang | Joueur    | Points        |
| ---- | --------- | ------------- |
| 1    | CarlJr    | 1er Vainqueur |
| 2    | SkandeaR  | 2e Vainqueur  |
| 3    | Otaaaq    | 3e Vainqueur  |
| 4    | Wosile    | 4e Vainqueur  |
| 5    | Gwen      | 5e Vainqueur  |
| 6    | Affi      | 6e Vainqueur  |
| 7    | Bren      | Finaliste     |
| 8    | Tjalic.BS | Finaliste     |

#### Finale
La Finale se joue en format Coupe, comme pour les demi-finales. Cependant, le nombre de points à atteindre pour devenir Finaliste est de 150 (contre 120 en demi-finale). Le barème des points est le suivant : 1er = 10 pts / 2e = 8 pts / 3e = 6 pts / 4e = 5 pts / 5e = 4 pts / 6e = 3 pts / 7e = 2 pts / 8e = 1 pt.
Une fois le statut de finaliste atteint, le joueur doit finir premier d'une course pour obtenir le statut de Vainqueur.
Pour gagner la finale, les deux joueurs d'une équipe doivent atteindre le statut de Vainqueur.
| Rang               | Duo                | Score        | Récompense |
| ------------------ | ------------------ | ------------ | ---------- |
| Médaille d'or      | Gwen & Affi        | 2 Vainqueurs | 1022€      |
| Médaille d'argent  | Snow.BS & Glast.BS | 241          | 500€       |
| Médaille de bronze | Acide & Yannex     | 222          | 250€       |
| 4                  | Otaaaq & Wosile    | 221          | 250€       |

| Rang | Joueur   | Points    |
| ---- | -------- | --------- |
| 1    | Affi     | Vainqueur |
| 2    | Gwen     | Vainqueur |
| 3    | Snow.BS  | 126       |
| 4    | Otaaaq   | 125       |
| 5    | Glast.BS | 115       |
| 6    | Acide    | 112       |
| 7    | Yannex   | 110       |
| 8    | Wosile   | 96        |